# Intercontinental Broadcasting Corporation
Intercontinental Broadcasting Corporation (IBC) è una società di media filippine e una rete televisiva VHF del Government Communications Group sotto l'Ufficio presidenziale per le comunicazioni. I suoi studi si trovano a IBC Compound, Capitol Hills, Diliman, Quezon City. È una delle due emittenti televisive di proprietà del governo e controllate nel paese.